# Candle Cove
Candle Cove ist eine Online-Creepypasta-Horrorgeschichte des Web-Cartoonisten und Autors Kris Straub. Im Mittelpunkt der Geschichte steht eine Diskussion über die gleichnamige fiktive Kinderfernsehserie in einem Internetforum. Straub hat erklärt, dass er zum Schreiben der Creepypasta inspiriert wurde, nachdem er einen Artikel in The Onion mit dem Titel „36-Jähriger aus der Gegend erlebt immer noch gelegentlich Albträume in Lidsville“ gelesen hatte.
Straubs Geschichte wurde schnell populär und inspirierte zahlreiche YouTube-Videos und Fan-Fictions. Im Jahr 2015 veröffentlichte Straub Candle Cove im Selbstverlag in einer Kurzgeschichtensammlung mit dem Titel Candle Cove and Other Stories. The Verge kommentierte, dass sich Candle Cove von anderen Creepypastas dadurch unterscheide, dass die meisten Creepypastas zwar eine „anonyme folkloristische Qualität“ hätten, Candle Cove jedoch von einer bekannten Quelle und einem bekannten Autor stamme.

## Zusammenfassung
Die Geschichte wird in Form eines Threads in den fiktiven „NetNostalgia-Foren“ erzählt, in dem eine Gruppe von Benutzern über eine ungewöhnliche Low-Budget-Kinderfernsehsendung, Candle Cove, diskutiert, die sie alle als Kinder Anfang der 1970er Jahre auf Channel 58 in der Metropolregion Huntington-Ashland gesehen haben. Die Show handelt von einem jungen Mädchen namens Janice, das sich vorstellt, mit Marionettenpiraten befreundet zu sein.
Während die Nutzer weiter in Erinnerungen schwelgen, fallen ihnen immer mehr verstörende Details der Sendung ein, wie zum Beispiel eine Figur namens „Skin-Taker“ (ein Skelettpirat, der Kleidung aus Kinderhaut trägt) und eine Folge, in der die Puppen nur um sich schlugen und schrien, während Janice weinte. Die Geschichte endet damit, dass ein Nutzer erzählt, er habe seine betagte Mutter kürzlich im Pflegeheim gefragt, ob sie sich an die Sendung erinnere. Sie antwortet, jedes Mal, wenn der Nutzer behauptete, Candle Cove liefe, sei nur Rauschen auf dem Bildschirm zu sehen gewesen und sie hätten 30 Minuten lang nur Sendepausen gesehen.

## Geschichte
„Candle Cove“ wurde ursprünglich 2009 von Kris Straub auf seiner Website ichorfalls.com unter einer Creative Commons-Lizenz veröffentlicht. Die Website beherbergte Straubs Horrorgeschichten über die fiktive Stadt Ichor Falls. In einem Interview aus dem Jahr 2011 erzählte Straub Kindertrauma, dass er das Konzept von „Candle Cove“ aus einem satirischen Onion-Artikel mit dem Titel „36-Jähriger aus der Gegend erlebt immer noch gelegentlich einen Albtraum in Lidsville“ habe.
Wie andere Creepypasta – ein Neologismus für Horrorgeschichten, der im Internet kursierte – kopierten und fügten Fans „Candle Cove“ umgehend in zahlreiche Internetforen und auf Websites ein. Es wurde auf creepypasta.com und im Creepypasta Wiki, den beiden größten Repositories, sowie auf Websites wie 4chan, Reddit, YouTube, IGN und horror.com gepostet. In einigen Foren stellten Fans den Wortwechsel der Geschichte nach, als hätte er tatsächlich stattgefunden.

## Fernsehadaption
Im Jahr 2015 gab der SyFy Channel seine Absicht bekannt, die Geschichte von Candle Cove als erste Staffel einer neu angekündigten Serie namens Channel Zero zu adaptieren. Die nach der Creepypasta benannte Staffel erweitert die Geschichte und dreht sich um einen Kinderpsychologen, der nach Hause zurückgekehrt ist, um das Verschwinden seines Bruders und anderer Kinder in den 1980er Jahren zu untersuchen. Channel Zero: Candle Cove mit Paul Schneider und Fiona Shaw in den Hauptrollen, Premiere war am 11. Oktober 2016.

## Rezeption
Will Wiles von Aeon schrieb, dass Candle Cove „zu den besten Creepypastas überhaupt“ gehöre und ein gutes Beispiel für die Verwendung des Internetforum-Formats als Methode zum Geschichtenerzählen sei. Adi Robertson von The Verge lobte die Creepypasta und erklärte, sie sei „eine vollkommen düstere Interpretation unserer Nostalgie für die halb erinnerten Geschichten unserer Kindheit, die Erkenntnis, dass die Dinge, die wir als Kinder mochten, viel, viel gruseliger waren, als wir dachten.“